# تصورش کن
تصورش کن (به انگلیسی: Imagine That) نام یک فیلم کمدی خیال‌پردازی کودکانه محصول سال ۲۰۰۹، به کارگردانی کری کیرپتریک و با بازی ادی مورفی، توماس هیدن چرچ و بازیگر خردسال ایرانی‌تبار، یارا شهیدی است.

## داستان
پدری مشغول کارهای اداری وامور مالی شرکتی است که در آن کار می‌کند. او نمی‌تواند با دخترش زیاد وقت بگذراند. اما مشکلی برایش پیش می‌آید که فقط دختر او می‌تواند از راه خیال کردن و تصور کردن آنها را حل کند. اینگونه است که این دو به هم نزدیکتر می‌شوند…